# Micropechis ikaheka
Micropechis ikaheka is een slang uit de familie koraalslangachtigen (Elapidae) en de onderfamilie Elapinae.

## Naam en indeling
De wetenschappelijke naam van de soort werd voor het eerst voorgesteld door René Primevère Lesson in 1830. Oorspronkelijk werd de wetenschappelijke naam Micropechis ikaheca ikaheca gebruikt. De slang werd eerder aan andere geslachten toegekend, zoals Trimeresurus, Ophiophagus, Coluber en Diemenia. De soort werd door George Albert Boulenger in 1896 aan het geslacht Micropechis toegewezen en is tegenwoordig de enige vertegenwoordiger van deze monotypische groep.
De soortaanduiding ikaheka betekent vrij vertaald 'land-aal' en is afgeleid van de lokale naam voor de slang. 

## Verspreidingsgebied
De soort komt voor in delen van Azië en leeft in de landen Indonesië en Papoea-Nieuw-Guinea.

## Ondersoorten
De soort wordt verdeeld in twee ondersoorten die onderstaand zijn weergegeven, met de auteur en het verspreidingsgebied.
| Naam                          | Auteur        | Verspreidingsgebied                           |
| ----------------------------- | ------------- | --------------------------------------------- |
| Micropechis ikaheca fasciatus | Fischer, 1884 | ?                                             |
| Micropechis ikaheca ikaheca   | Lesson, 1830  | Het grootste deel van het verspreidingsgebied |